# Processus clinoïde postérieur
Les processus clinoïdes postérieurs (ou apophyse clinoïde postérieure) sont deux tubercules osseux de taille variable situés sur les angles latéraux supérieurs du dos de la selle.
Ce sont les points d'insertion de la grande circonférence de la tente du cervelet et des ligaments pétro-sphénoïdaux de Grüber.

## Ligament pétro-sphénoïdal

### Description
Le ligament pétro-sphénoïdal est un pli de la dure-mère. Il s'étend entre le processus clinoïde postérieur, le processus clinoïde antérieur et la partie pétreuse de l'os temporal. Il y a deux faisceaux distincts du ligament : un antérieur considéré comme une extension de la tente du cervelet et un postérieur provenant des extensions postéro-médiales de l'échancrure de la tente du cervelet. Ce sont des ligaments composés de collagène et de fibres élastiques qui sont emballés dans des fascicules.
Les ligaments pétro-sphénoïdaux limitent les parois supérieure et postérieure du sinus caverneux. L'angle entre les deux ligaments varie de 20 à 55 degrés,.

### Rapport
Le ligament pétro-sphénoïdal s'attache à travers l'encoche à la jonction pétro-sphénoïdale. Cela forme un foramen, et à l'intérieur de celui-ci se trouve le nerf abducens. Le nerf abducens se déplace vers le bas jusqu'au ligament pétro-sphénoïdal.

### Aspect clinique
Le faisceau postérieur du ligament pétro-sphénoïdal est à proximité immédiate du nerf oculomoteur. Lors d'un traumatisme crânien, il agit comme un point d'appui à la suite du déplacement vers le bas du tronc cérébral. Cela peut endommager les fibres pupillo-motrices du nerf oculomoteur, entraînant par conséquent une ophtalmoplégie interne.

#### Ossification
Le ligament pétro-sphénoïdal peut se calcifier. Une forme ossifiée du ligament peut créer un syndrome, visible sur une radiographie. Le ligament ossifié est une anomalie anatomique typique,.